# Акст, Мориц Карл Август
Мориц Карл Август Акст (нем. Moritz Karl August Axt; 7 августа 1801, Надеркау — 20 июля 1862, Кройцнах) — немецкий филолог.
Мориц Карл Август Акст родился 7 августа 1801 года в Надеркау близ города Виттенберга. С 1821 по 1825 год Акст изучал филологию в Галле, после чего работал старшим учителем в Клеве. В 1834 году Акст получает звание профессора и 1841 году назначается директором в Вецларе, а в 1842 году директором в Крейцнахе. В числе программ, изданных Морицем Карлом Августом Акстом, заслуживает внимания: «Die Heilige Schrift, das Buch der Bücher auch in Kulturhistorischer allgemein-wissenschaftlicher Hinsicht» (Крейцнах, 1862).
Мориц Карл Август Акст и скончался 20 июля 1863 года в возрасте шестидесяти одного года.